# Cherokee Inc.
Cherokee Inc. (NASDAQ: APEX), también conocido como Apex Global Brands, es una compañía americana de prendas de vestir y calzados con sede en Sherman Oaks, California. La compañía se estableció en 1973 y sus marcas están disponibles en 110 países en 12 000 ubicaciones minoristas y en el comercio digital.
Cherokee posee una serie de marcas de moda y estilo de vida, entre las que se incluyen: Cherokee, Cherokee Workwear, Carole Little, Tony Hawk Signature Apparel y Hawk Brands, 900 Tony Hawk, Liz Lange, Sideout, Hi-Tec, Magnum, 50 Peaks, Interceptor, Everyday California, Point Cove, Saint Tropez, Chorus Line, All That Jazz, Ale de Allesandra, Teen Hearts y Flip Flop Shops.

## Historia

### Fundación
En 1973, James Argyropoulos, hijo de un inmigrante griego, lanzó diseños de calzado hechos a medida y comenzó a venderlos desde su casa en Venice Beach, California. Pronto fue abastecido por grandes almacenes, incluidos Macy's y Bloomingdale's.
A principios de la década de 1980, la marca se expandió para vender ropa para mujeres y niños. Durante este tiempo, estuvo disponible en todo el mundo.
En la década de 1990, Cherokee estableció una asociación con Target.
Aparece en NASDAQ. La sede en Sherman Oaks, California emplea de 51 a 200 empleados.

### Solicitud de protección por quiebra
Solicitó protección por bancarrota del Capítulo 11 tanto en 1993 como en 1994, pero continuó cotizando.

### Expansión
En 1997, adquirió Sideout.
Desde 2002, Cherokee se vendió en Tesco en el Reino Unido hasta 2015, cuando Argos se hizo cargo de los derechos para vender la marca. Sin embargo, tras la adquisición de Argos en 2016 por parte del minorista británico Sainsbury's, la marca Cherokee fue abandonada silenciosamente y reemplazada por la marca de ropa Tu de Sainsbury's en 2017.[cita requerida]
En diciembre de 2002, la compañía se expandió aún más al adquirir las marcas y marcas comerciales Carole Little, Saint Tropez, All That Jazz y Chorus Line.[cita requerida]
De 2011 a 2015, Cherokee se vendió en las tiendas Target Canada y ahora se adquirió por Sears Canada. Antes de Target, Zellers vendía la etiqueta en Canadá desde 1998.[cita requerida]
En enero de 2014, Cherokee adquirió las marcas de ropa exclusivas Tony Hawk y Hawk en todo el mundo. En mayo de 2015, Cherokee adquirió la marca de estilo de vida informal Everyday California.
El 10 de septiembre de 2015, Cherokee anunció que Target dejaría de llevar la marca cuando expire su licencia el 31 de enero de 2017.
En octubre de 2015, Cherokee adquirió Flip Flop Shops, una cadena minorista de franquicias que ofrece zapatillas, calzado informal y accesorios. En noviembre de 2016, Cherokee adquirió las marcas Hi-Tec y Magnum.

## Operaciones

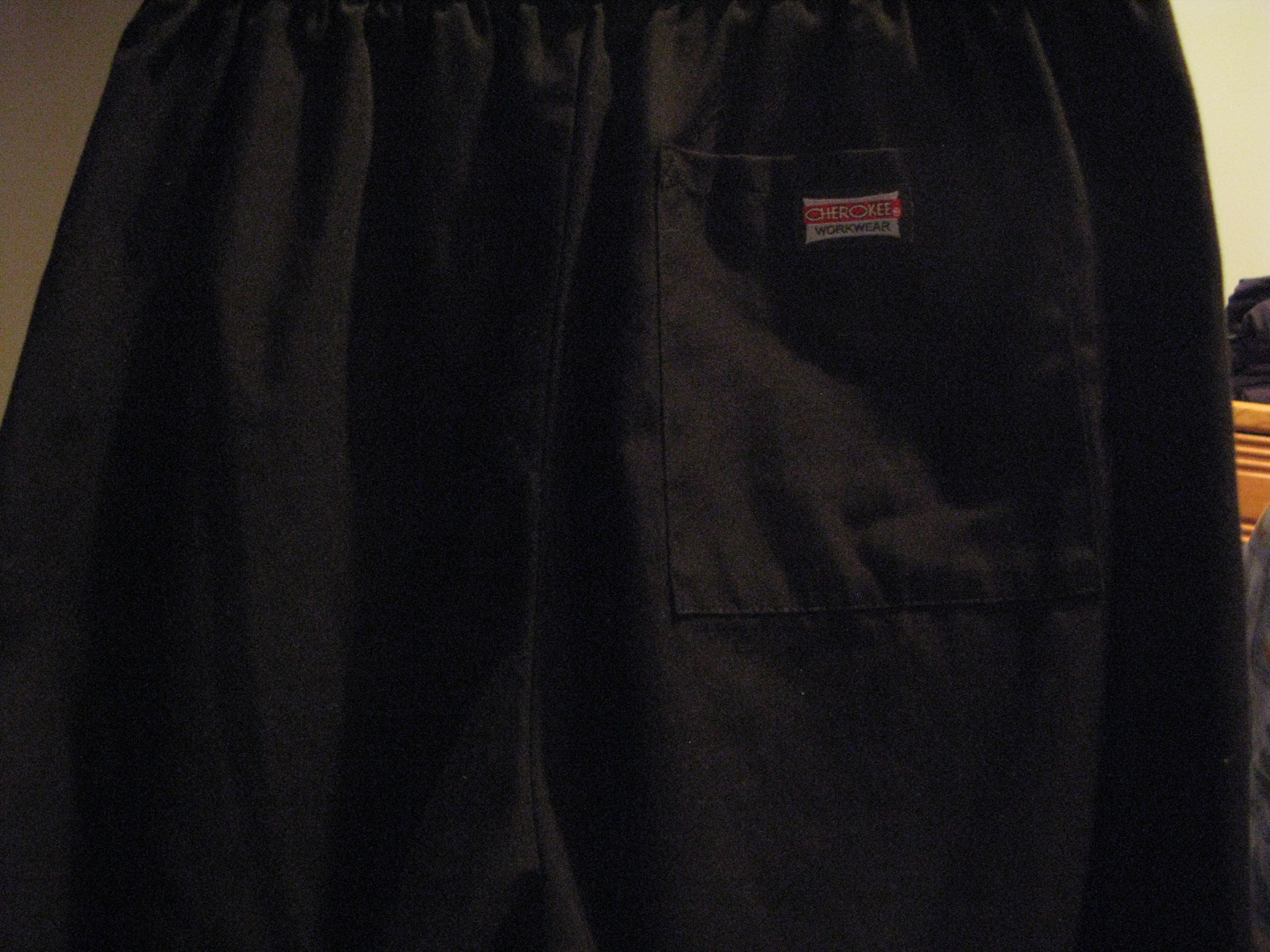
Vista posterior de los pantalones con cordón Cherokee Workwear

Cherokee comprende varias marcas de moda y estilo de vida:

### Cherokee
Cherokee es la marca epónima principal, con licencia en más de 50 países.

### Ropa de trabajo cherokee
Cherokee Workwear es una marca que se introdujo en 2004, que fabrica uniformes médicos .

### Carole little
La colección Carole Little comprende artículos para el trabajo, los viajes y el ocio.

### Tony Hawk Signature Apparel y Hawk Brands
Tony Hawk es una gama de "estilo de vida de acción".

### 900 Tony Hawk
900 Tony Hawk es una marca de patinetas.

### Liz Lange
Liz Lange es una marca de ropa materna.

### Sideout
Sideout fue fundada en 1983 y comprende ropa deportiva, ropa deportiva y ropa deportiva.

### Hi-Tec
Hi-Tec es un productor y distribuidor privado de ropa y accesorios deportivos, con sede en los Países Bajos.

### Magnum
Magnum es una marca de calzado.

### 50 Peaks
50 Peaks es una marca que crea calzado, equipamiento y ropa para exteriores.

### Interceptor
Interceptor es una marca de botas tácticas.

### Everyday California
Everyday California es una marca de "ropa de estilo casual".

### Point Cove
Point Cove es una marca californiana que vende ropa, calzado y accesorios.

### Saint tropez
Saint Tropez está diseñado para mujeres más jóvenes.

### Chorus line
Fundada en 1975 por tres hombres en el sur de California, Chorus Line es una empresa de ropa a precios moderados que inicialmente comenzó como una empresa minorista centrada exclusivamente en colecciones para jóvenes. Chorus Line se ha diversificado para incluir diseños específicamente dirigidos a mujeres de entre 20 y 30 años, así como divisiones pequeñas y de talla grande.

### All That Jazz
All That Jazz atrae a una clientela adolescente y con precios bajos.

### Flip Flop Shops
Flip Flop Shops se fundó en 2004 y es una cadena minorista que vende al por menor marcas populares, chanclas y calzado informal.